# Ромео и Джульетта (фильм Гордона Эдвардса)
«Ромео и Джульетта» (англ. Romeo and Juliet) — американская немая мелодрама режиссёра Гордона Эдвардса 1916 года с Тедой Барой в главной роли. Фильм основан на пьесе Шекспира «Ромео и Джульетта» и был выпущен в корпорации Fox Film.
Фильм был снят на студии Fox в Форт-Ли, штат Нью-Джерси.
Этот фильм и другие картины, основанные на произведениях Шекспира, вышли в 1916 году, в год 300-летия со дня смерти Уильяма Шекспира. Этот фильм конкурировал с другим полнометражным фильмом «Ромео и Джульетта» кинокомпании «Metro Pictures» с Фрэнсисом Бушменом и Беверли Бейн в главных ролях.
В интервью Бушмен утверждал, что у Уильяма Фокса были шпионы, работающие в «Metro Pictures», которые позаимствовали некоторые сцены из версии Metro. Фокс первым передал свой фильм в кинотеатры, чтобы заработать больше денег. Режиссёр фильма Фрэнсис Бушмен позже утверждал в интервью, что он, увидев версию с участием Теды Бары, был потрясен, обнаружив, что компания Фокс использовала некоторые сцены из его версии.
Считается, копия картины сгорела во время пожара на киностудии 20th Century Fox в 1937 году.

## В ролях
- Теда Бара — Джульетта
- Гарри Хиллиард — Ромео
- Глен Вайт — Меркуцио
- Вальтер Ло — Лоренцо
- Джон Уэбб Диллон — Тибальт
- Эйнар Линдел — Парис
- Элвин Итон — Монтегю
- Алиса Гейл — медсестра
- Хелен Трейси — леди Капулетти
- Виктори Бейтман — леди Монтегю
- Джейн Ли
- Кэтрин Ли
- Де Лейси Мэй
- Эдвард Холт — Капулетти